# Gambsheim

Gambsheim este o comună din Franța, în departamentul Bas-Rhin, în regiunea Alsacia. La Gambsheim se varsă râul Illul în Rin. În apropiere se află ecluza Rheinau-Gambsheim, cea mai mare ecluză din Franța. Localitatea se află la altitudinea de 128 m și are o suprafață de 17,38 km².

## Evoluția numărului populației
| 1962 | 1968 | 1975 | 1982 | 1990 | 1999 |
| ---- | ---- | ---- | ---- | ---- | ---- |
| 2834 | 3142 | 3813 | 3948 | 3707 | 3858 |